# Dido Harding
Diana Mary « Dido » Harding, baronne Harding de Winscombe (née le 9 novembre 1967) est une femme d’affaires britannique occupant le poste de présidente de NHS Improvement depuis 2017 et cheffe du programme NHS Test and Trace, créé pour suivre et aider à prévenir la propagation du Covid-19 en Angleterre, depuis mai 2020,. 
Elle est une ancienne directrice générale du groupe TalkTalk. Elle siège au conseil au Jockey Club, qui est responsable de plusieurs événements importants comprenant le Festival de Cheltenham. Elle est mariée à un député conservateur John Penrose, qui est membre du conseil consultatif du groupe de réflexion « 1828 », qui appelle à remplacer« le NHS par un système d'assurance et pour la santé publique en Angleterre ». 

## Jeunesse
Elle est la fille de Lord Harding et la petite-fille du maréchal John Harding, 1er baron Harding de Petherton, qui commande les rats du désert pendant la Seconde Guerre mondiale. 
Élevée dans la ferme familiale du Dorset, elle fait ses études à St Antony's Leweston de 1978 à 1985. Elle est ensuite diplômée de l'université d'Oxford en philosophie, politique et économie, où elle étudie avec Vernon Bogdanor et aux côtés de David Cameron puis à la Harvard Business School, avec un MBA. 

## Carrière
Après avoir obtenu son diplôme, elle rejoint le cabinet de conseil en management McKinsey & Company. Elle travaille ensuite chez Kingfisher et Thomas Cook, puis occupe divers postes de direction chez Tesco. En 2007, elle part chez Sainsbury's en tant que directrice prend un siège au directoire en 2008. 
Elle est nommée première PDG de TalkTalk en 2010, lorsque Carphone Warehouse sépare son activité de télécommunications de son activité de vente au détail. Elle est nommée administratrice non exécutive à la Banque d'Angleterre en juillet 2014. Elle siège aussi aux conseils d'administration de British Land et de Cheltenham Racecourse. 
En octobre 2015, TalkTalk a connu une «cyberattaque importante et durable», au cours de laquelle les coordonnées personnelles et bancaires de près de quatre millions de clients auraient été consultées. La société a admis que l'incident lui avait coûté 60 millions de livres sterling et avait perdu 95 000 clients.
En février 2017, Harding annonce qu'elle se retire après sept ans en tant que PDG de TalkTalk en mai 2017, pour se concentrer davantage sur ses activités de service public. En octobre de la même année, elle est nommée présidente du NHS Improvement, qui est responsable de la supervision de tous les hôpitaux du NHS, comprenant des fondations et des trusts du NHS, ainsi que des prestataires indépendants de soins financés par le NHS. Le comité parlementaire sur la santé, présidé à l'époque par l'ancienne députée conservatrice Sarah Wollaston, recommande à Dido de quitter les bancs conservateurs et de siéger en tant que pair indépendante afin de « permettre une plus grande confiance parlementaire et publique dans sa capacité à contester les ministres et les politiques du gouvernement. si ce rôle l'exige ». Harding a refusé. 
En janvier 2018, elle rejoint le conseil d'administration du Jockey Club, qui organise de nombreux événements hippiques britanniques les plus populaires, notamment le Grand National, le Cheltenham Festival et le Derby. 
En mai 2020, le secrétaire à la Santé, Matthew Hancock annonce que Harding devait être chargé de l'effort « Track, Test and Trace » dans le cadre de la réponse du gouvernement britannique à la pandémie de Covid-19. 
Le 18 juin 2020, Matthew Hancock annonce que le gouvernement britannique a l'intention de passer du modèle de test et de traçage centralisé à l'approche décentralisée mise au point par Apple et Google en raison de problèmes de confidentialité, entre autres. Harding déclare que « ce que nous avons fait en testant très rigoureusement à la fois notre propre application Covid-19 et la version Google-Apple est de démontrer qu'aucun d'entre elles ne fonctionne suffisamment bien pour être réellement fiable pour déterminer si l'un d'entre nous devrait s'auto- isoler pendant deux semaines [et] c'est vrai dans le monde entier ». Le changement est cependant largement interprété dans la presse comme un abandon de l'application britannique au profit de l'application Apple-Google et un demi-tour par le gouvernement,.  

## Distinctions et récompenses
En février 2013, elle figure dans la liste des cent femmes les plus puissantes du Royaume-Uni cette année-là par Woman's Hour sur BBC Radio 4. L'année suivante, elle est nommée parmi les dix femmes les plus influentes de la BBC Woman's Hour Power List 2014. 
Elle est créée pair à vie du parti conservateur le 15 septembre 2014, prenant le titre de baronne Harding de Winscombe, de Nether Compton dans le comté de Dorset. Elle ne s'est jamais rebellée contre son parti pendant son séjour à la Chambre. 

## Vie privée
En octobre 1995, elle épouse John Penrose, qui est élu député de Weston-super-Mare en 2005 et est ministre junior de 2010 à 2019. Le couple s'est rencontré alors qu'ils travaillaient chez McKinsey, a deux filles et vit à Londres pendant la semaine et dans le Somerset le week-end. Penrose siège au conseil consultatif du groupe de réflexion «1828», qui «demande que le NHS soit remplacé par un système d'assurance et que Public Health England soit mis au rebut». 
Elle est une passionnée de courses de chevaux et membre du Jockey Club, rejoignant le conseil d'administration en janvier 2018. En 1993, elle emprunte 7 000 £ à sa banque pour acheter un pur-sang irlandais pour participer à des courses de point à point pour femmes. En 1998, son cheval Cool Dawn remporte la Cheltenham Gold Cup,. Harding monte Cool Dawn elle-même pendant trois saisons, atteignant la deuxième place du Foxhunter Chase 1996 sur le parcours de Cheltenham. 

## Livres
- Dido Harding, Cool Dawn: My National Velvet, Mainstream Publishing, 8 mars 1999 (ISBN 1-84018-179-6)
- Dido Harding, Cool Dawn: My National Velvet, Mainstream Publishing, 8 mars 1999 (ISBN 1-84018-179-6)
- Dido Harding, Cool Dawn: My National Velvet, Mainstream Publishing, 8 mars 1999 (ISBN 1-84018-179-6)